# Philip Niarchos
Philip Niarchos (* 1954) ist ein griechischer Kunstsammler, Unternehmer und Reeder.

## Leben
Niarchos ist der älteste Sohn des griechischen Reeders Stavros Niarchos und dessen erster Ehefrau Eugenia Livanos. Sein Bruder ist Spyros Niarchos, seine Schwester ist Maria Niarchos. Der 1999 verstorbene jüngste Bruder war Constantine Niarchos. Gemeinsam mit seinem Bruder Spyros ist er Vorstandsmitglied der Stavros Niarchos Foundation. Niarchos lebt in Griechenland und in St. Moritz, Schweiz. Sein Bruder und er gehören zu den größten Grundbesitzern in Sankt Moritz, wo sie beide bereits Teile ihrer Kindheit verbrachten. Nach Angaben des Forbes Magazine gehört Niarchos zu den reichsten Griechen.
1984 heiratete er Victoria Christina Guinness. Das Ehepaar hat vier Kinder.